# C組賽車

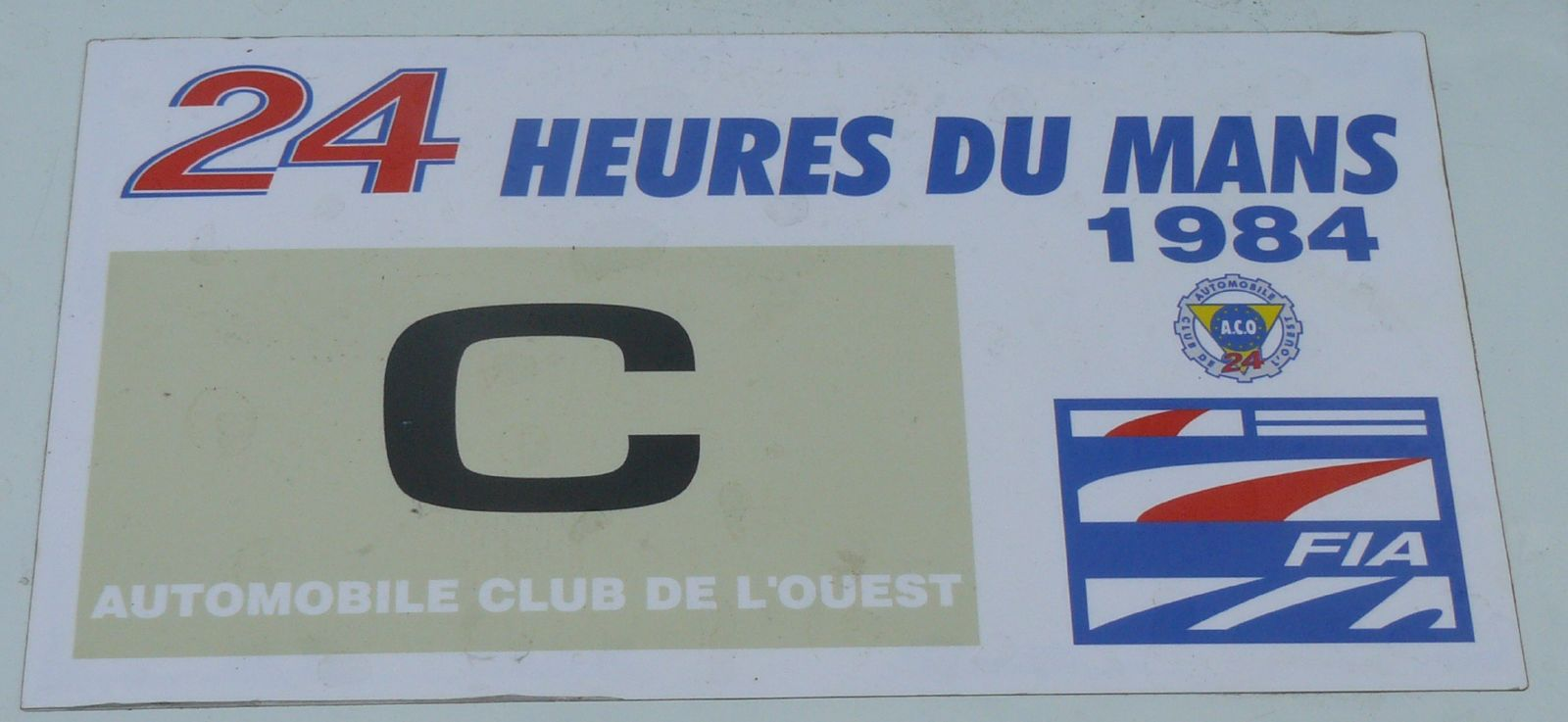
一張1984年勒芒24小時耐力賽的標籤紙，說明此輛車屬於C組賽車的範疇

C組賽車（英語：Group C）是一種賽車運動的分類，1981年根據國際汽車聯合會（Fédération Internationale de l'Automobile，縮寫成FIA）的前身「國際汽車運動聯盟」（Fédération Internationale du Sport Automobile，縮寫成FISA）制定的《國際賽車運動規則附則J項》中的第1至8號規則，分別改成A、B、C、D、E、N、S等分組；C組規範即為其中之一。
廣義而言C組規範繼承了原第5組（通稱為Silhouette Formula「影子方程式」）與第6組（意指prototype racing car「原型賽車」）的規定範疇，但就一般認知裡C組賽車的車輛為原型賽車。

## 歷史

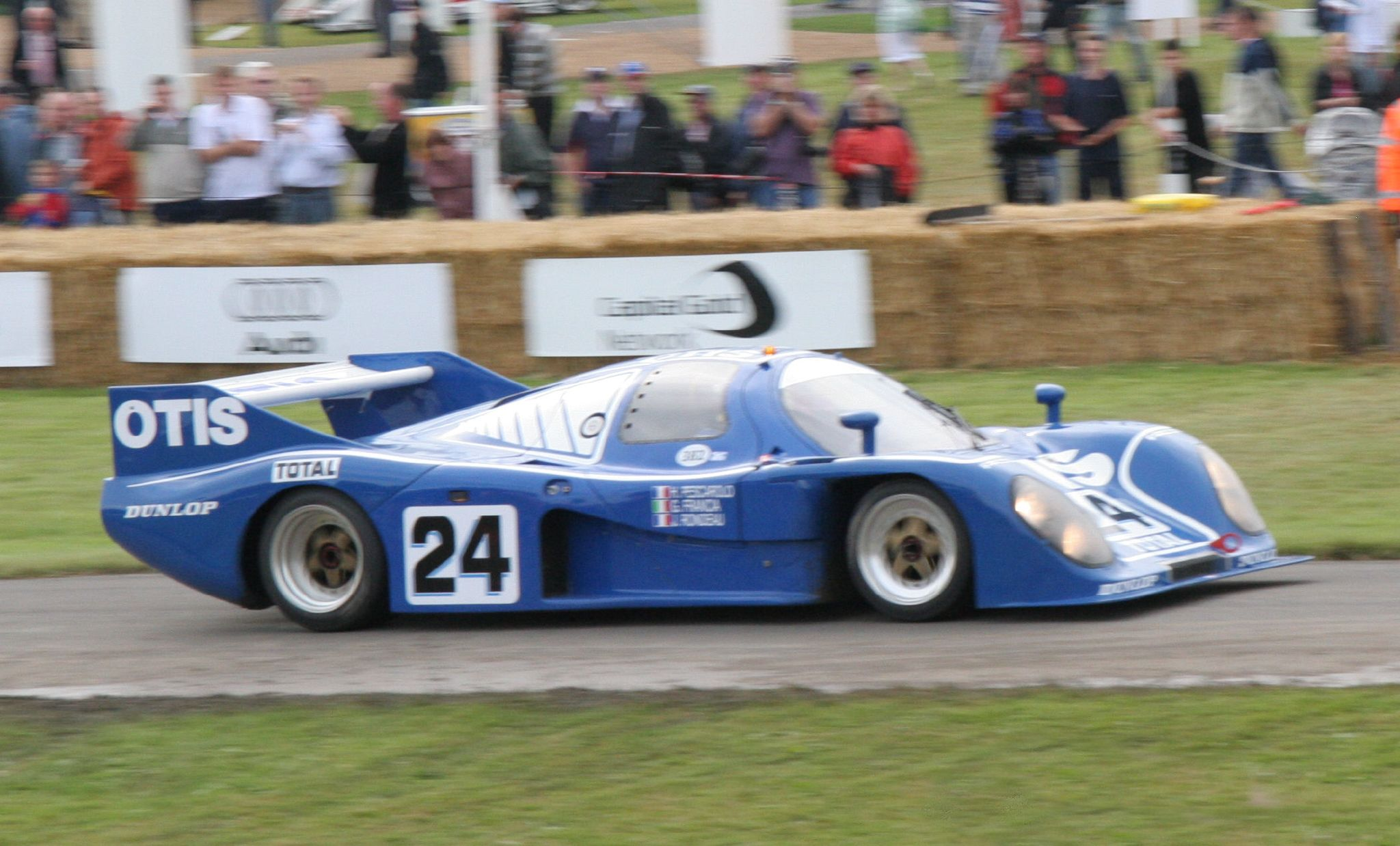
1982年利曼24小時耐力賽上的Rondeau M382

C組賽車規範的最大特徵就是對總燃料使用量的限制，雖然引擎排氣量沒有限制，但對於車輛最低重量、內含兩個座位的封閉式車體、跑完比賽距離所使用的總燃料用量等都有規定。換句話說，參加此分組的車輛都必須達到低耗油、高效率的要求。此外，每年度的比賽還會對車輛規格作變更。
- 1982年：基於C組賽車規範的WEC世界耐力錦標賽（World Endurance Championship，縮寫成WEC，後改稱「World Sportscar Championship 」）正式開始舉行，位於法國巴黎西南方200公里的小城利曼舉辦的利曼24小時耐力賽也被納入該組。車輛的最低重量是800公斤、油箱容量限制在100公升；根據比賽的距離，油料補給的次數也有限制。因為該耐力賽規定補給次數在25次內，所以含剛起跑時所搭載的燃料，最多只能使用2,600公升。
- 1983年：新設立了C組賽車的小型級新制Group C Junior，最低車輛重量700公斤、油箱容量最大55公升，油料總使用量比較少；而其餘規定不變。因此以利曼24小時耐力賽規定的25回油料補給次數來計算，油料總使用量變成1,430公升。
- 1984年：原「Group C Junior」改稱C2組，而原來的C組制度也改稱C1組，但最低車輛重量加大為850公斤。這兩種級距比賽都撤銷油料補給次數的限制，改成只限制油料總使用量，讓各車隊能更靈活地運用策略使用燃油。
- 1985年：削減C1組的油料總使用量，利曼24小時耐力賽的規定從2,600公升降成2,210公升，同時參加者由製造車廠改為以車隊名義參加。
- 1986年：不僅加入短距離錦標賽，更將「WEC世界耐力錦標賽」（World Endurance Championship）改稱作「WSPC世界運動原型車錦標賽」（World Sports Prototype-car Championship），吸引世界上許多汽車製造廠組成車隊參戰。此外，利曼24小時耐力賽又修改油料總使用量的規則：C1組變成2,550公升、C2組變成1,650公升。
- 1989年：比賽的總距離統一成480公里，且C1組的最低車輛重量提高至900公斤，另外車隊有義務參與全程比賽，不得中途退賽。
- 1991年：將「WSPC世界運動原型車錦標賽」（World Sports Prototype-car Championship）改稱為「WSC世界賽車選手權錦標賽」（World Sportscar Championship），規則也修改成引擎必須和F1一樣的3,500c.c.、自然吸氣引擎。因此當年度某些參賽車輛依循舊規則製造，在重量不利的條件下暫且被允許下場參賽。這是後來升任成國際汽車聯合會會長的麥克斯·摩斯利（Max Rufus Mosley）提倡的「將F1與引擎規則共通化，以便參加C組賽車的汽車廠容易供給引擎給F1，這對兩邊都有利」。不料，此舉反而導致五年前加入比賽的眾多車廠打退堂鼓；雖然翌年WSC取消這條規則，但事實上C組的賽事因參賽者減少而岌岌可危。
- 最後C組被勒芒原型车取代，而C組的賽車規範則晚至2007年才被國際汽聯正式取消。

## 參賽之代表車款
以下列舉一些較知名的代表車隊與車款：

### 德國
- 保時捷956（連續贏得1982至1985年利曼24小時耐力賽冠軍）
- 保時捷962（連續贏得1986至1987年利曼24小時耐力賽冠軍）
- 梅賽德斯-賓士C11（贏得1990年WSPC世界運動原型車錦標賽選手權，舒馬克也是賽車手之一）

### 義大利

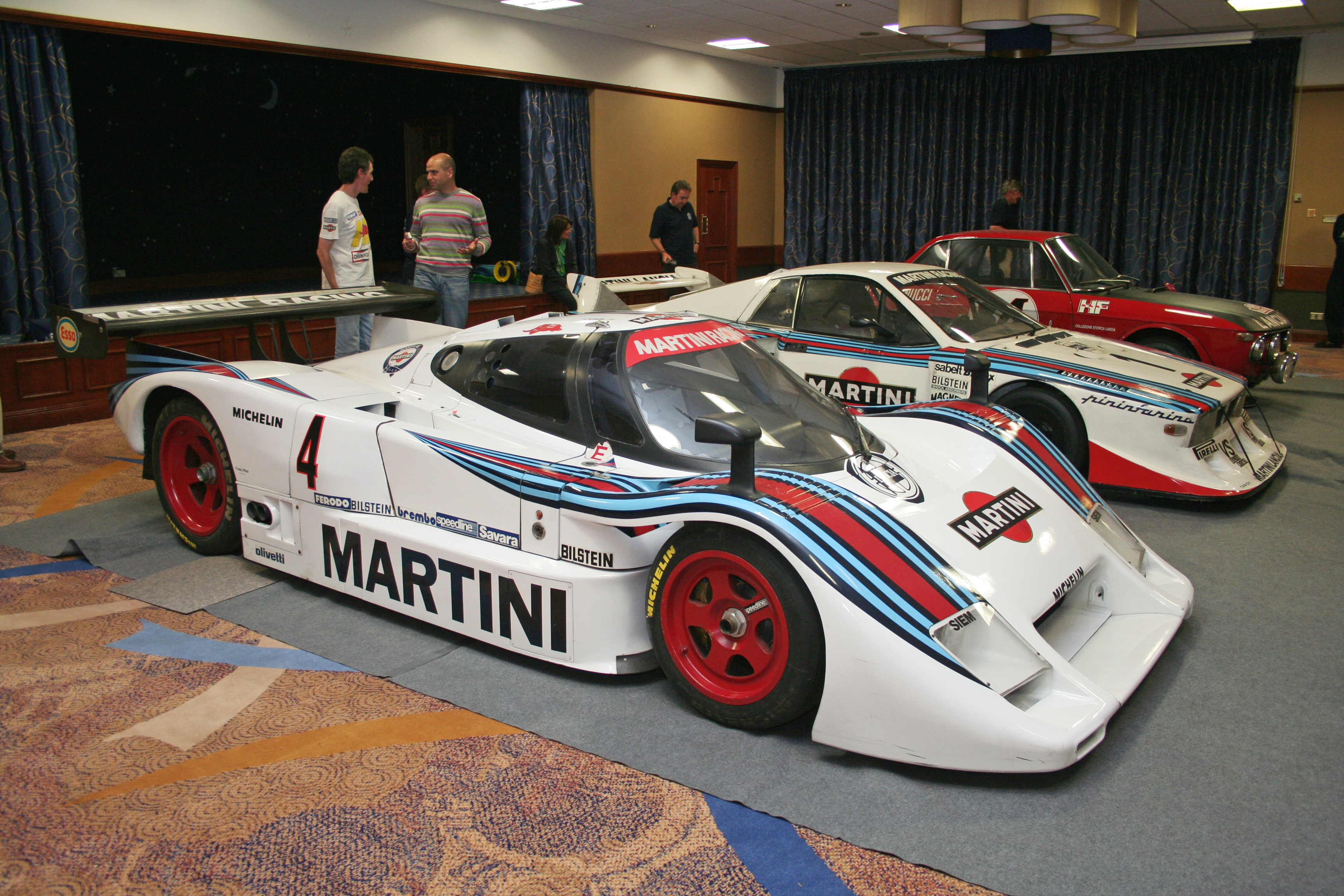
蘭吉雅LC2

- 蘭吉雅LC2

### 英國

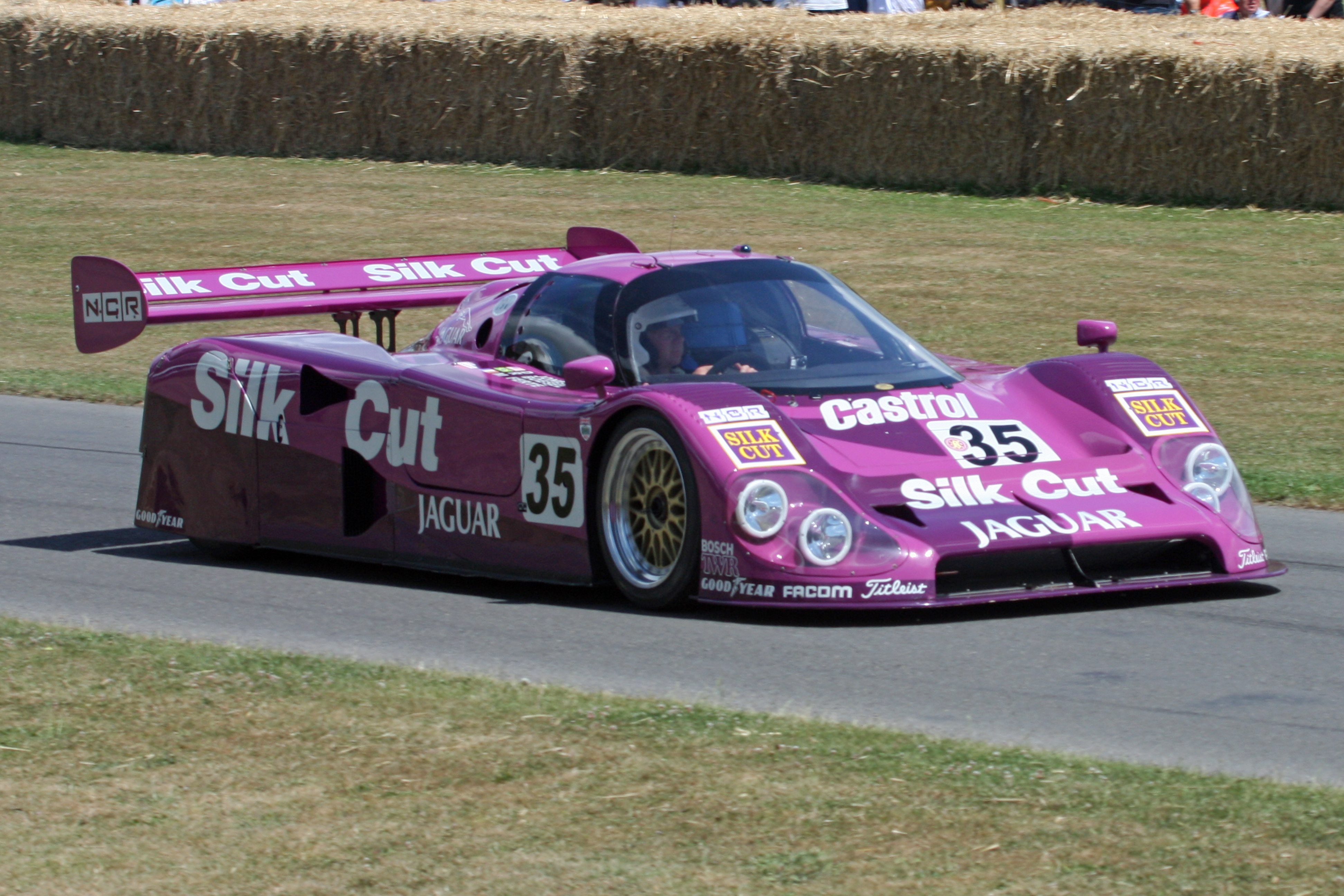
捷豹XJR-12

- 捷豹XJR-9（贏得1988年利曼24小時耐力賽冠軍）
- 捷豹XJR-12（贏得1990年利曼24小時耐力賽冠軍）
- 捷豹XJR-14（贏得1991年WSC世界賽車選手權錦標賽選手權，設計者為羅斯·布朗）

### 瑞士

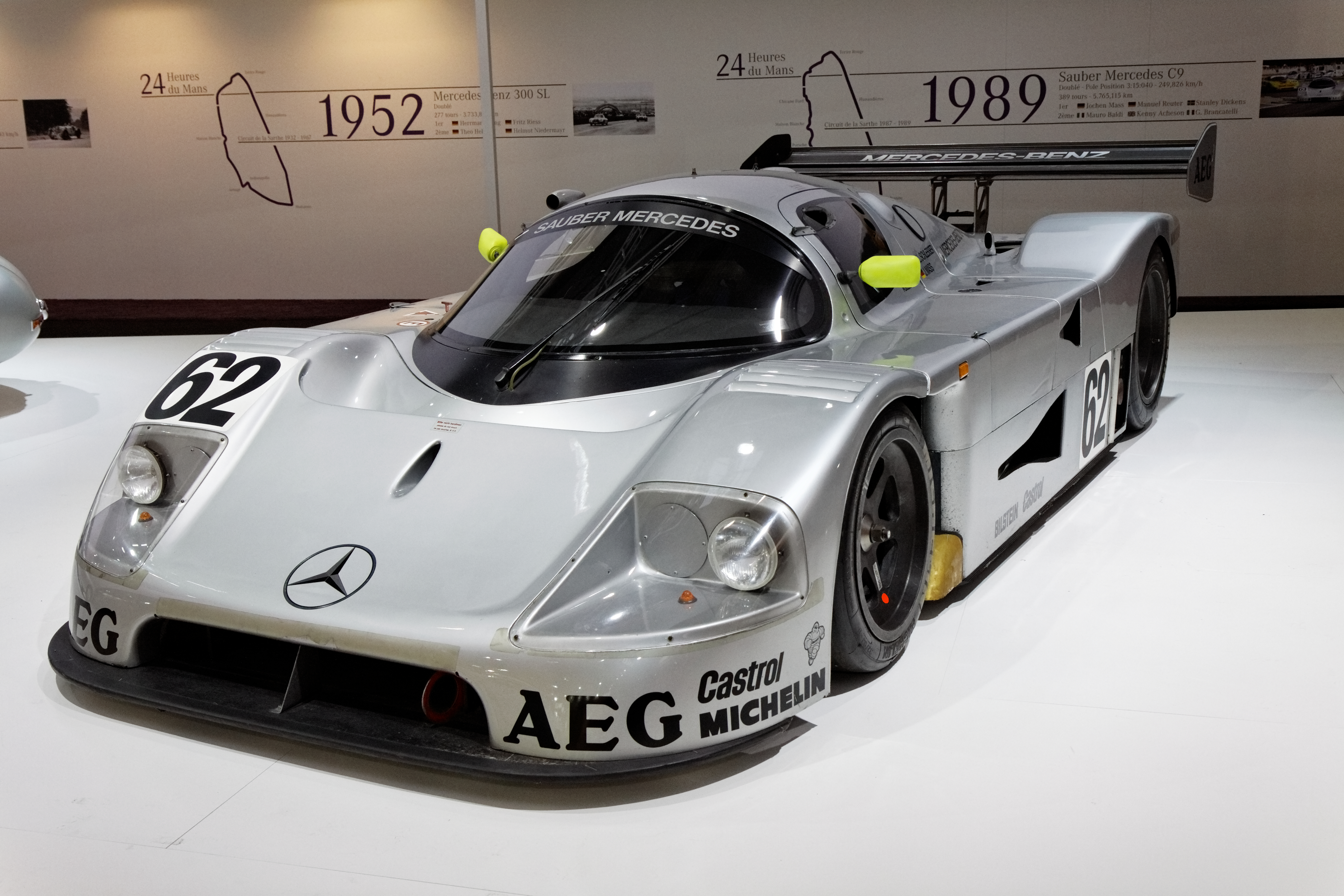
索伯C9

- 索伯 梅賽德斯 C9（贏得1989年利曼24小時耐力賽冠軍與1989年WSPC世界運動原型車錦標賽車隊、選手總錦標）

### 法國

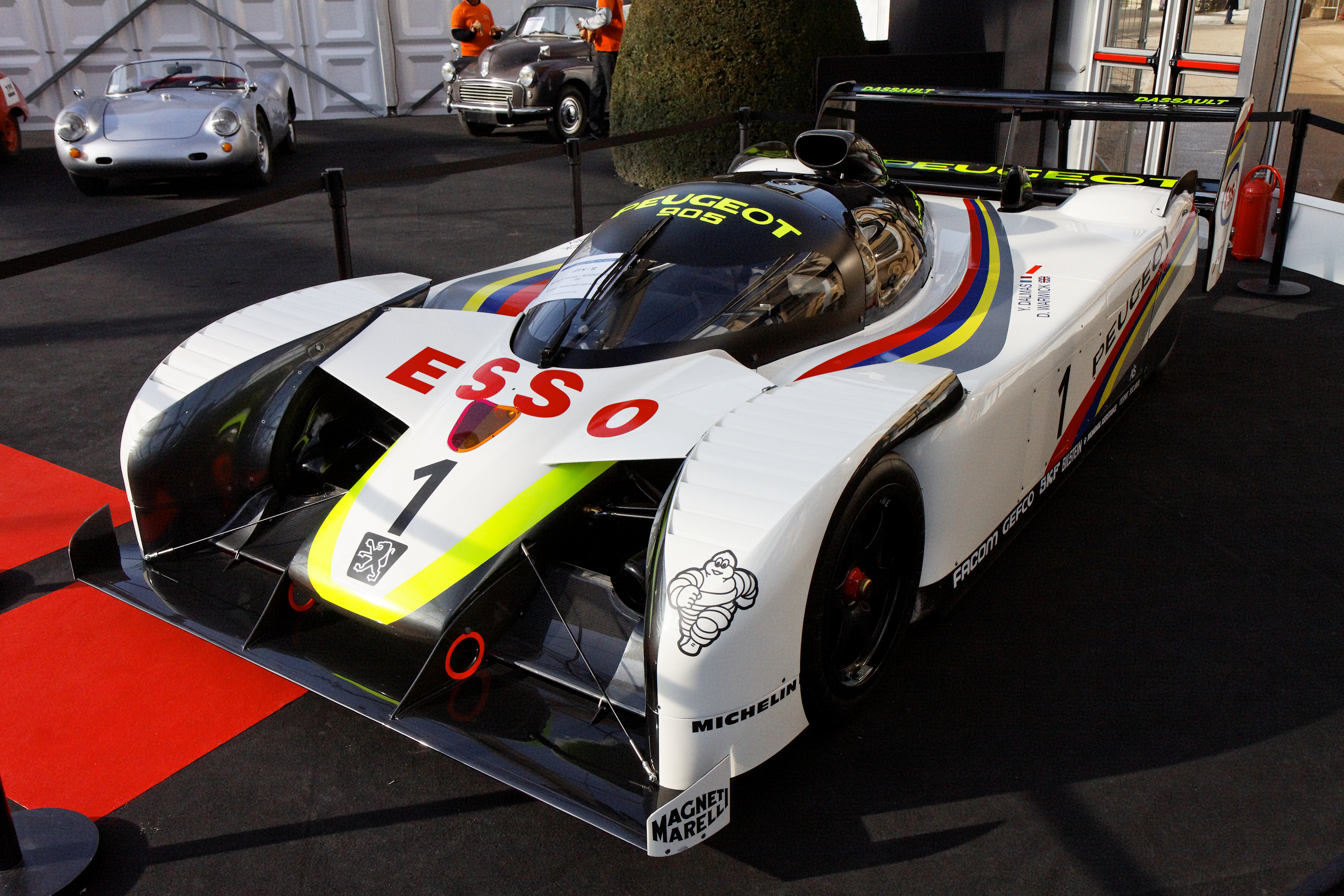
標緻905

- 標緻905（連續贏得1992至1993年利曼24小時耐力賽冠軍，領導車隊的是讓·托德）

### 日本
- 馬自達787B（贏得1991年利曼24小時耐力賽冠軍，也是日本車廠首度在該賽中獲勝）
- 馬自達MX-R01
- 進行曲85G/日產（贏得1985年WEC-JAPAN日本耐力錦標賽冠軍，該輛賽車以英國進行曲機械公司〔March Engineering〕的底盤搭配日產汽車的3.0L V型六缸VG30型引擎而成）
- 進行曲86G/日產（第一輛搭載日本國產引擎獲得1987年WEC-JAPAN日本耐力錦標賽桿位的賽車）
- 日產R89C
- 日產R90CP（贏得1990年JSPC日本運動原型車錦標賽冠軍）
- 日產R90CK（獲得1990年利曼24小時耐力賽桿位，英國製）
- 日產R91CP（贏得1992年戴通納24小時耐力賽〔24 Hours of Daytona〕冠軍，也是日產汽車首輛自製的C組賽車）
- 日產R92CP（贏得1992年JSPC日本運動原型車錦標賽冠軍，更在舊富士高速賽道〔富士スピードウェイ〕創下超過每小時四百公里的紀錄）
- 日產NP35
- 多姆斯童夢Celica C（（日語）トムス童夢セリカC，第一輛日本自製的C組賽車）
- 童夢84C
- 多姆斯86C
- 豐田87C（1987年JSPC日本運動原型車錦標賽取得二勝）
- 豐田88C-V（第一輛全車構造採用輕量化碳纖維打造的日本國產C組賽車）
- 豐田89C-V（獲得1989年WSPC鈴鹿運動原型車錦標賽桿位）
- 豐田90C-V（獲得1990年WSPC鈴鹿運動原型車錦標賽桿位）
- 豐田91C-V

## 內部連結
- N組賽車
- 利曼24小時耐力賽

## 外部連結
- 國際汽車聯合會（页面存档备份，存于）